# عمان الرياضية (قناة)
عمان الرياضية؛ هي القناة الرسمية الرياضية لتلفزيون سلطنة عمان، بدأت القناة بثها في الأول من يناير 2013 م لتكون هذه القناة بديلاً للبرنامج الثاني الذي افتتح عام 2006م وقد تم تمديد بث القناة الرياضية لتكون على مدار الساعة، وذلك اعتبارا من بداية العام 2015م والذي كان ساعات بثه ما يقارب 10ساعات فقط طوال اليوم، وأصبحت القناة الرياضية أول قناة متخصصة في تلفزيون سلطنة عمان وتهدف القناة إلى إبراز الرياضة العُمانية وتطويرها والتفاعل مع كافة الرياضات بما يتناسب مع رغبة الجمهور الرياضي وخاصة قطاع الشباب والتواجد بقوة في مختلف الأحداث الرياضية مع التركيز على النشاط الرياضي المحلي وإذكاء روح المنافسة الرياضية بين الفرق والأندية ودعم المنتخبات العُمانية في مختلف الرياضات والألعاب.

## نبذة عن القناة
تعتبر القناة الرياضية أول قناة متخصصة في تلفزيون سلطنة عُمان تبث برامجها على مدار الساعة، حيث شهدت القناة تطورا ملحوظا في المحتوى المرئي تزامنا مع النقلة النوعية التي شهدتها الهيئة العامة للإذاعة والتلفزيون سابقا – وزارة الإعلام حاليا- تمثلت في تدشين الهوية، وتغيير شعارات القنوات التلفزيونية وافتتاح مبنى الاستوديوهات الرقمية.

## أبرز التغطيات
تمكنت عمان الرياضية من نقل الكثير من الفعاليات المحلية المقامة على أرض الوطن وحظيت بالتغطية اللازمة ففي عام 2017 أبرزها:
- بطولة كأس العالم العسكرية الثانية لكرة القدم(السيزم) المقامة في سلطنة عمان خلال الفترة 15 – 28 يناير 2017م.
- بطولة كأس الخليج العربي 23 المقامة في دولة الكويت الشقيقة.
- طواف عمان للدراجات الهوائية.
- بطولة كأس العالم للكريكيت فئة T20 التي استضافتها السلطنة خلال الفترة 17 -21 أكتوبر 2021م بمدينة العامرات.
- البطولة الدولية لالتقاط الأوتاد المقامة في محافظة الوسطى بولاية الدقم خلال الفترة 2-4 ديسمبر 2021م.
- بطولة العالم للشباب للإبحار الشراعي المقامة بالمدينة الرياضية بولاية المصنعة خلال الفترة 12-17 ديسمبر 2021م.
- البطولة الدولية لألتقاط الأوتاد المقامة في محافظة الوسطى بولاية الدقم خلال الفترة 2-4 ديسمبر 2021م.
- بطولة المينا للكارتنيج 2021 المقامة في الجمعية العمانية للسيارات في 20 نوفمبر 2021م.

## أبرز البرامج الرياضية
- برنامج المونديال الذي يواكب بطولات كأس العالم.
- برنامج نبض الخليج وهو برنامج مباشر يواكب بطولات كأس الخليج العربي.
- برنامج مســاء آســيــــا وهو برنامج مباشر يومي لمدة ساعتين يواكب الحدث القاري المهم وهو كأس الأمم الآسيوية.
- برنامج صدى الجماهير وهو برنامج جماهيري يستعرض أراء وتفاعل الجماهير حول المباريات المحلية لكرة القدم وأهم الأحداث التي صاحبت المباريات.
- برنامج ليالي الكأس وهو برنامج متزامن مع تغطية القناة الرياضية لنهائي لكأس صاحب الجلالة.
- برنامج كوبا أوروبا وهو برنامج مباشر يواكب بطولتي أمم أوروبا وكوبا أمريكا.
- برنامج مونديال العرب وهو برنامج مباشر يرافق بطولة كأس العرب لكرة القدم.

## البث والترددات للقناة الرياضية
| القمر    | التردد   | الاستقطاب | الترميز   | صيغة البث |
| -------- | -------- | --------- | --------- | --------- |
| نايل سات | 12111(V) | أفقي      | 3/4-27500 | HD        |
| عرب سات  | 12456(H) | عرضي      | 3/4-27500 | HD        |

## أبرز الجوائز التى حصلت عليها القناة الرياضية
- برنامجي الدكة والحدث يحصلان على جائزة أفضل برنامج رياضي تلفزيوني (مناصفة) ضمن جوائز الاوسكار للإعلام الرياضي.
- برنامج مساء آسيا يحصل على الجائزة الأولى في المهرجان العربي للإذاعة والتلفزيون في دورته الـ 20 ب تونس.
- برنامج هبة ريح حصل على جائزة الشراع الفضي بالمناصفة عن فئة البرامج الرياضية التلفزيونية في مهرجان الخليج للإذاعة والتلفزيون بمملكة البحرين.

## حقوق البث
- الدوري العماني
- كأس السلطان قابوس
- كأس السوبر العماني
- كأس الخليج العربي 23